# Исак Щерн
Исак Щерн (на английски: Isaac Stern) е американски цигулар.
Роден е на 21 юли 1920 година в Кременец, Волиния, в еврейско семейство, което през следващата година се премества в Сан Франциско. Започва да се занимава с музика от ранна възраст, учи цигулка при Луис Персинджър, а след това в Музикалната консерватория на Сан Франциско при Наум Блиндер. Дебютира пред публика през 1936 година, когато свири Концерт за цигулка № 3 на Камий Сен-Санс, заедно със Симфоничния оркестър на Сан Франциско под диригентството на Пиер Монтьо. През следващите десетилетия се налага като един от водещите класически цигулари в света с множество изпълнения на автори като Йоханес Брамс, Йохан Себастиан Бах, Лудвиг ван Бетховен, Феликс Менделсон, Ян Сибелиус, Пьотър Чайковски и Антонио Вивалди, както и на съвременни композитори, сред които Самюъл Барбър, Бела Барток, Игор Стравински и Ленард Бърнстайн.
Исак Щерн умира от сърдечна недостатъчност на 22 септември 2001 година в Ню Йорк.